# Gloria Romero (diễn viên)
Gloria Anne Borrego Galla (22 tháng 6 năm 1982 – 25 tháng 1 năm 2025), được biết đến với nghệ danh Gloria Romero (phát âm tiếng Tagalog: [ˈɡloɾja ɾɔˈmɛɾɔ]), là một cố nữ diễn viên người Philippines. Bà đã xuất hiện trong hơn 250 bộ phim điện ảnh và truyền hình. Bà được biết đến với tư cách là "Nữ hoàng điện ảnh Philippines", tính cách tinh tế trên màn ảnh và phong cách diễn xuất điềm đạm. Romero là nữ diễn viên điện ảnh được trả lương cao nhất Philippines vào những năm 1950. Bên cạnh đó, bà cũng là một trong những người có sức hút phòng vé hàng đầu trong gần hai thập kỷ, khiến bà trở thành một trong những ngôi sao chính của Thời kỳ hoàng kim đầu tiên của điện ảnh Philippines.
Romero bắt đầu xuất hiện trên màn ảnh với tư cách là một diễn viên quần chúng ở tuổi 16. Sau một loạt các vai diễn nhỏ trong phim, bà bắt đầu sự nghiệp diễn viên với một vai phụ trong Madame X (1952) và giành Giải thưởng FAMAS đầu tiên cho Nữ diễn viên chính xuất sắc nhất trong vai một thiếu nữ lập dị hút thuốc lá trong phim Dalagang Ilocana (1954). Bà tiếp tục hái gặt thành công cho các vai chính trong các bộ phim hài lãng mạn, các nhân vật và vai diễn phổ biến trong truyện tranh và các bản làm lại của các bộ phim ca nhạc tiền chiến. Romero cũng được đề cử bởi FAMAS với những vai diễn của bà trong các bộ phim Alaalang Banal (1958), Ikaw Ang Aking Buhay (1959) và Iginuhit ng Tadhana (1965).
Sau khi chia tay Sampaguita Pictures vào giữa những năm 1960, Romero tiếp tục đóng các vai chính và vai phụ ở nhiều thể loại khác nhau trong những năm tiếp theo và vào vai những nhân vật đen tối hơn, mơ hồ hơn về mặt đạo đức trong các bộ phim Condemned (1984), Saan Nagtatago ang Pag-ibig? (1987), Nagbabagang Luha (1988) và Bilangin ang Bituin sa Langit (1989). Tất cả những vai diễn đó đều giúp bà được đề cử Giải FAMAS cho Nữ diễn viên phụ xuất sắc nhất. Bà đã giành chiến thắng cho bộ phim tình cảm lãng mạn Nagbabagang Luha. Trong thời gian đó, bà bắt đầu xuất hiện trong nhiều tác phẩm truyền hình qua phim hài và phim chính kịch, bao gồm Palibhasa Lalake (1987) và Daig Kayo ng Lola Ko (2017), dự án phim truyền hình cuối cùng của bà. Romero nhận được sự chú ý và thành công mới vào những năm 2000 cho các vai diễn của bà trong Tanging Yaman (2000), Bahay ni Lola (2001), Magnifico (2003), Beautiful Life (2004) và Fuchsia (2009), Tarima (2010) và Rainbow's Sunset (2018), lần xuất hiện cuối cùng của bà trong phim.
Romero đã được các cơ quan chính phủ và các tổ chức trao giải thưởng lớn trao tặng Giải thưởng Thành tựu trọn đời, bao gồm Giải thưởng Luna năm 2002, FAMAS, Gawad Urian (cả hai đều vào năm 2004), Hội đồng phân loại và đánh giá phim và truyền hình (MTRCB) năm 2009 và Hội đồng phát triển phim Philippines năm 2024. Ủy ban Văn hóa và Nghệ thuật Quốc gia cũng đã trao tặng bà giải thưởng PAMAAS Gintong Bai vào năm 2005 vì những đóng góp của bà cho việc bảo tồn và phát triển nghệ thuật và văn hóa Philippines trong khi Tổng công ty Bưu chính Philippines vinh danh Romero bằng một con tem kỷ niệm vào năm 2022 vì những cống hiến cuộc đời và tài năng của bà cho người dân Philippines.

## Đời tư
Vào ngày 24 tháng 9 năm 1960, Romero kết hôn với nam diễn viên Juancho Gutierrez của Sampaguita Pictures tại Santuario de San Antonio ở Forbes Park, Makati. Họ có một cô con gái duy nhất tên là Maritess Gutierrez, người đã thử diễn xuất trong một thời gian ngắn và trở thành đầu bếp. Romero có một người cháu trai tên là Chris Gutierrez, cựu nghệ sĩ Star Magic. Romero đã chia tay chồng sau 12 năm chung sống và bà đã không kết hôn lần nữa. Năm 2000, Juancho bị đột quỵ do bệnh tiểu đường khiến ông bị liệt. Ông tái đoàn tụ với Gloria, người đã chăm sóc ông cho đến khi qua đời vào năm 2005.

### Qua đời
Romero qua đời vào ngày 25 tháng 1 năm 2025, hưởng thọ 91 tuổi. Bà được cho là đã được đưa vội từ nơi cư trú của mình tại New Manila, Thành phố Quezon, đến Trung tâm Y tế St. Luke gần đó bởi con gái bà là Maritess Gutierrez vào ngày 31 tháng 12 năm 2024 sau khi bà từ chối ăn. Sau 16 ngày nằm viện, bà được xuất viện và được một nhóm nhân viên y tế theo dõi 24 giờ. Vào ngày 22 tháng 1 năm 2025, huyết áp của bà giảm cho đến khi bà qua đời tại nhà riêng ba ngày sau đó. Lễ cầu siêu của bà được tổ chức tại Nhà nguyện tưởng niệm Arlington ở Thành phố Quezon. Thi hài của bà được hỏa táng vào ngày 29 tháng 1 và tro cốt của bà được đặt trong một đài hóa thân bên cạnh người chồng quá cố của bà tại Đền Mt. Carmel ở Thành phố Quezon.

## Giải thưởng
| Giải thưởng                                                                  | Năm  | Thể loại                                                                  |
| ---------------------------------------------------------------------------- | ---- | ------------------------------------------------------------------------- |
| PMPC Star Awards for Movies                                                  | 1995 | Giải thưởng Nghệ sĩ Ulirang Artista                                       |
| Liên hoan phim quốc tế Cinemanila                                            | 2001 | Giải Thành tựu trọn đời                                                   |
| Giải thưởng Luna                                                             | 2002 | Giải Thành tựu trọn đời                                                   |
| Giải thưởng FAMAS                                                            | 2004 | Giải Thành tựu trọn đời                                                   |
| Giải thưởng Gawad Urian                                                      | 2004 | Giải Thành tựu trọn đời                                                   |
| Văn phòng Cố vấn Tổng thống về Văn hóa và Ủy ban Văn hóa Nghệ thuật Quốc gia | 2005 | Giải thưởng PAMA-AS Gintong Bai                                           |
| Eastwood City Walk of Fame                                                   | 2005 | Người giới thiệu                                                          |
| PMPC Star Awards for Television                                              | 2008 | Giải Thành tựu trọn đời Ading Fernando                                    |
| FAMAS Awards                                                                 | 2009 | Giải thưởng Huwarang Bituin                                               |
| Movie and Television Review and Classification Board (MTRCB)                 | 2009 | Giải Thành tựu trọn đời                                                   |
| Golden Screen Awards                                                         | 2011 | Biểu tượng điện ảnh thời đại                                              |
| Giải thưởng FAMAS                                                            | 2015 | Nữ vương biểu tượng điện ảnh thời đại Philippines                         |
| Inding Indie Film Festival                                                   | 2017 | Bayani ng Pinilakang Tabing                                               |
| Box Office Entertainment Awards                                              | 2019 | Giải Vàng Ban giám khảo cho Nữ diễn viên được yêu thích nhất mọi thời đại |
| PMPC Star Awards for Movies                                                  | 2019 | Ngôi sao xuất sắc nhất thế kỷ                                             |
| Film Ambassador's Night                                                      | 2021 | Giải thưởng Ilaw ng Industriya                                            |
| Tổng công ty Bưu chính Philippines                                           | 2022 | Tem kỷ niệm                                                               |
| FDCP's Parangal ng Sining                                                    | 2024 | Giải Thành tựu trọn đời                                                   |